# Rhegmoclemina forcipata
Rhegmoclemina forcipata är en tvåvingeart som först beskrevs av Oswald Duda 1928.  Rhegmoclemina forcipata ingår i släktet Rhegmoclemina och familjen dyngmyggor. Inga underarter finns listade i Catalogue of Life.